# قيس بن زهير
قيس بن زهير بن جذيمة بن رواحة العبسي الغطفاني ويُكنى أبو هند، سيد بني عبس وأميرهم، ورث السيادة عن أبيه الملك زهير بن جذيمة أحد سادات العرب. وهو أحد شعراء وفرسان عبس المعدودين في الجاهلية، أدرك الإسلام ولم يسلم، ولم يذكر الرواة شيئاً عن سنة ميلاده.

## نسبه
ابوه: الملك زهير بن جذيمة بن رواحة بن ربيعة بن مازن  بن الحارث بن قطيعة بن عبس بن بغيض بن ريث بن غطفان بن سعد بن قيس عيلان بن مضر بن نزار بن معد بن عدنان. أحد سادات العرب وملوكها في الجاهلية وكانت هوازن تهابه حتى تكاد تعبده وتحمل إليه الأتاوة في كل عام سمناً وإقطاً وغنماً وتأتيه بها في عكاظ.

## صفاته
ذكر القدماء أنه كان أحمر، أعسر، أيسر، بكر بكرين؛ وكانت العرب تتشائم من هذه الصفات ولم يؤثر ذلك في شخصية قيس، فالحروب التي خاضها  لم تكن من صنع يديه انما هي مرحلة حياة كان لها أسبابها وهي التي أملت عليه هذا اللون من الحياة وقد مر بها عرب الجاهلية، 
وكان قيس فخورا وبلغ من فخره أن قريش أجارته وفخارهم حتى كرهو مفاخرته، 
ومن صفاته الحزم، لقول الحطيئة عندما سأله عمر بن الخطاب رضي الله عنه: كيف كنتم في حربكم؟ قال الحطيئة: كنا الف حازم، قال كيف؟ قال: كان فينا قيس بن زهير وكان حازما ولا نعصيه، فكأنا الف حازم، وكنا نقدم إقدام عنترة، ونأتم بشعر عروة، وننفاذ لأمر الربيع بن زياد.

## شعره
الصفة الغالبة في شعر قيس بن زهير، انه شعر مقطعات أما القصائد فقليلة، ومن ابرزها واشهرها، أن ذبيان قتلت اخاه مالكا فقتل بهاخاهم عوفاً، وهو البديل الوحيد ليبوء دم مالك أخيه فقال:
أَخي وَاللَهِ خَيرٌ مِن أَخيكُم
إِذا ما لَم يَجِد بَطَلُ مُقاما
أَخي وَاللَهِ خَيرٌ مِن أَخيكُم
إِذا ما لَم يَجِد راعٍ مَساما
أَخي وَاللَهِ خَيرٌ مِن أَخيكُم
إِذا الخَفراتِ أَبدَينَ الخِداما
قَتَلتُ بِهِ أَخاكَ وَخَيرَ سَعدٍ
فَإِن حَرباً حُذيفَ وَإِن سَلاما
وكان قيس يسجل أحداث الحرب ووقائعها أولا بأول، مراعيا جميع الاعتبارات المذكوره في الرئاسة والفخر والحماسة، وهو حتى في الهجاءيعبر بلغة الجمع عما في النفوس:
تَعَرَفنَ مِن ذُبيانَ مَن لَو لَقِيتُهُ
بِيَومِ حِفاظٍ طارَ في اللَهَواتِ
وَلَو أَنَّ سافي الريحِ يَجعَلكُم قَذىً
بِأَعيُنِنا ما كُنتُمُ بِقَذاةِ
ولعل شعر الرثاء عن قيس متيمز بخصائص، لم نجدها عند غيره من الشعراء، ورثاءه لأبناء عمومته حذيفه وحمل أبني بدر الفزاري بعد أن قتل أخيه الحارث حمل وقرواش بن هني حذيفه، فقال يرثيهم:
تَعَلَّم أَنَّ خَيرَ الناسِ مَيتٌ
عَلى جَفرِ الهَباءَةِ لا يَريمُ
لقد فجعت به قيس جميعاً
موالي القوم والقومُ الصميمُ
وعم به لمقتلهِ بعيدٌ
وخصَّ به لمقتله صميمُ
وَلَولا ظُلمُهُ مازِلتُ اَبكي
عَلَيهِ الدَهرَ ما طَلَعَ النُجومُ
وَلَكِنَّ الفَتى حَمَلَ بنَ بَدرٍ
بَغى وَالبَغيُ مَرتَعُهُ وَخيمُ
أَظُنُّ الحِلمَ دَلَّ عَلَيَّ قَومي
وَقَد يُستَجهَلُ الرَجُلُ الحَليمُ
وَمارَستُ الرَجالَ وَمارَسوني
فَمُعوَجٌّ عَلَيَّ وَمُستَقيمُ
وغيرهم الكثير.

## أقواله
قد مر ذات يوم على بلاد فرأى فيها ثروة ونعمًا، فكَرِهَ ذلك. فقال له الربيع: يا أبا هند، أيسوءك ما يسر الناس؟
فقال: إنك لا تدري، إنّ مع الثروة والنعمة التحاسد والتباغض والتخاذل، وإنّ مع القلة التعاضد والتآزر والتناصر.
ومن أشهر اقواله، عندما أراد مجاورة قوم النمر: ((اني قد جاورتكم واخترتكم فانظروا لي امرأة قد أدبها الغنى، واذلها الفقر في حسب وجهال)) ثم قال: ((ان في خلالا ثلاثا، اني غيور وأني فخور وأني أنف ولست افخر حتى أبدا ولا أغار حتى أرى ولا أنف حتى اظلم، ولما اراد الرحيل عنهم قال لهم: أني موصيكم بخصال وناهيكم عن خصال، عليكم بالاناة فان تنال الفرصة وسوِّدوا من لا تُعابون بسؤدده، وعليكم بالوفاء، فأنَّ به يعيشُ النَّاس، وبإعطاء ما تريدون منعه قبل القسم، وإجارة الجار على الدَّهر، وتنفيس المنازل عن بيوت اليتامى، وخلط الضيف بالعيال”.
“وأنهاكم عن الرِّهان؛ فإنِّي به ثكلْتُ مالكاً، وأنهاكم عن البغي؛ فإنَّه صرَعَ زُهيراً، وعن السَّرْف في الدِّماء، فإنَّ يوم الهباءة أورثني الذُّل، ولا تعطوا في الفضول فتعجزوا عن الحقوق، ولا تردوا الأكفاء عن النِّساء فتحوجوهن إلى البلاء، فإن لم تجدوا الأكفاء فخير أزواجهن القبور، واعلموا أَني أصبحتُ ظالِماً مظلوماً: ظلمني بنو بدرٍ بقتلهم مالِكاً، وظلمتُ بقتلي من لا ذنْب له”.

## وفاته
قيل في نهايته أنه خرج من قوم النمر بن قاسط واتجه نحو عمان، وأقام فيها متبتلا مترهبا يرتدي المسوح ويرافقه صاحب له من بني أسد يقال له رافع بن المعتصم وقبل انه خرج مره بسيحان في الأرض يتقوتان مما تنبت إلى ان دفعت في ليلة برد إلى أقبية اشتد بها الجوع فسعيا نحو رائحة شواء فلما قارباها أدركت قيس شهامة النفس فقال لصاحبه: دونك وما تريد فان لي لبثا على هذه الاجارع، اترقب داهية القرون الماضية، فمضى صاحبه وعندما رجع في الصباح، وجده قد لجأ إلى شجرة في اسفل الوادي، فنال من ورقها شيئا ثم مات فقال الحطيئة:
ان قيسا كان ميتَتُهُ أنِفا والحر منطِلقُ
شامَ نارا بالِلوىَ اقتَدحَت وشجاعُ البطنِ يَختَفِقُ
في دريسٍ لا يُغيبُـهُ ربَّ حرٍ ثَوبُه خَلِقُ

وقد حدد له صاحب كتاب الأعلام تاريخ وفاته في سنة 631 / 10هـ.

## روابط خارجية
- قيس بن زهير على موقع موسوعة الديوان الشعرية